# Disney University
A Disney University (DU) é o programa de treinamento global para os funcionários da The Walt Disney Company, também conhecidos como Cast Members. 
Os Cast Members da Disney recebem uma série de oportunidades, incluindo o patrimônio e as tradições da Disney, o desenvolvimento pessoal e profissional e o treinamento profissional. Embora a Disney University não seja uma instituição credenciada, os cursos são principalmente projetados, desenvolvidos e ministrados por profissionais experientes em aprendizado. No entanto, para se inscrever, é preciso estar matriculado em uma faculdade credenciada que permitirá que ele ou ela tenha aulas e trabalhe na Disney. A maioria das faculdades que o permitem têm estágios disponíveis e dão créditos universitários para fazer o estágio enquanto assistem às aulas da Disney. Tradicionalmente, a Disney University oferece sessões de sala de aula conduzidas por instrutores, mas expandiu os métodos de distribuição para acomodar o público diversificado e crescente da Disney (incluindo Walt Disney World Resort, Disneyland Resort, Disney Cruise Line, Walt Disney Imagineering, Disneyland Paris, Hong Kong Disneyland, Disney O Vacation Club, incluindo o Vero Beach Resort da Disney, o Hilton Head Island Resort da Disney e o novo Aulani Resort & Spa) nos últimos anos, através das mais recentes tecnologias e métodos de aprendizagem (por exemplo, eLearning, salas de aula virtuais etc.). 
A Disney University também é o nome dos locais de treinamento onde os membros do elenco da Disney participam de sessões em sala de aula. Os edifícios estão localizados no Walt Disney World Resort próximo a Orlando, na Flórida, Disneyland Disney Anaheim, perto da Disneyland Paris e da sede da Disney em Burbank. O edifício do Walt Disney World está localizado atrás do Magic Kingdom, em frente ao estacionamento dos Cast Members. É também onde os Cast Members recém-contratados, os estagiários de estudantes do Disney College Program e os participantes do programa da Walt Disney World International participam da orientação dos funcionários, conhecida como "Disney Traditions". A Disney University não possui um prédio específico na Disneyland, mas as aulas de treinamento são ministradas dentro das salas de conferência da Team Disney Anaheim. 
Todos os novos Cast Members são obrigados a participar de 'Tradições' em seu primeiro dia de trabalho; essa classe transmite a importância da cultura, herança, valores e políticas da Disney por meio de atividades de mídia e de grupo. Este é o dia em que novos membros do elenco vêem os bastidores pela primeira vez. Um dos momentos mais esperados durante 'Tradições' é quando o próprio Mickey Mouse distribui os crachás para os novos membros do elenco. 
O prédio de dois andares do Walt Disney World abriga vários espaços de aprendizado e conferência, salas de informática, escritórios profissionais, suporte à operação de edifícios (Production Services), a Biblioteca da Disney University (antiga Disney Learning Center), filial da Cooperativa Federal de Sócios e ATM. Cafeteria SodexoMAGIC e uma loja de funcionários da Companhia D, onde os funcionários podem comprar ingressos com desconto para a família e amigos. 